# Daniel Xhafaj
Daniel Xhafaj (Valona, 1º maggio 1977) è un ex calciatore albanese, di ruolo attaccante.

## Carriera

### Nazionale
Ha collezionato una presenza con la maglia della Nazionale albanese nel 2007.

## Statistiche

### Presenze e reti nei club
Statistiche aggiornate al 21 febbraio 2015.
| Stagione                 | Squadra                  | Campionato               | Campionato | Campionato | Coppe nazionali | Coppe nazionali | Coppe nazionali | Coppe continentali | Coppe continentali | Coppe continentali | Altre coppe | Altre coppe | Altre coppe | Totale | Totale |
| Stagione                 | Squadra                  | Comp                     | Pres       | Reti       | Comp            | Pres            | Reti            | Comp               | Pres               | Reti               | Comp        | Pres        | Reti        | Pres   | Reti   |
| ------------------------ | ------------------------ | ------------------------ | ---------- | ---------- | --------------- | --------------- | --------------- | ------------------ | ------------------ | ------------------ | ----------- | ----------- | ----------- | ------ | ------ |
| 1995-1996                | Flamurtari Valona        | KP                       | 1          | 0          | CA              | 0               | 0               | -                  | -                  | -                  | -           | -           | -           | 1      | 0      |
| 1996-1997                | Flamurtari Valona        | KP                       | 11         | 0          | CA              | 0               | 0               | -                  | -                  | -                  | -           | -           | -           | 11     | 0      |
| 1997-1998                | Flamurtari Valona        | KP                       | 22         | 3          | CA              | 0               | 0               | -                  | -                  | -                  | -           | -           | -           | 22     | 3      |
| 1998-1999                | Flamurtari Valona        | KS                       | 23         | 10         | CA              | 0               | 0               | -                  | -                  | -                  | -           | -           | -           | 23     | 10     |
| 1999-gen. 2000           | Flamurtari Valona        | KS                       | 13         | 4          | CA              | 0               | 0               | -                  | -                  | -                  | -           | -           | -           | 13     | 4      |
| gen.-giu. 2000           | Bylis Ballsh             | KS                       | 12         | 8          | CA              | 0               | 0               | -                  | -                  | -                  | -           | -           | -           | 12     | 8      |
| 2000-2001                | Dinamo Tirana            | KS                       | 25         | 10         | CA              | 0               | 0               | -                  | -                  | -                  | -           | -           | -           | 25     | 10     |
| 2001-2002                | Dinamo Tirana            | KS                       | 25         | 11         | CA              | 0               | 0               | CU                 | 2                  | 0                  | -           | -           | -           | 27     | 11     |
| 2002-gen. 2003           | Dinamo Tirana            | KS                       | 13         | 2          | CA              | 0               | 0               | UCL                | 4                  | 0                  | SA          | 0           | 0           | 17     | 2      |
| gen.-giu. 2003           | Flamurtari Valona        | KS                       | 13         | 4          | CA              | 0               | 0               | -                  | -                  | -                  | -           | -           | -           | 13     | 4      |
| 2003-gen. 2004           | Flamurtari Valona        | KS                       | 7          | 0          | CA              | 0               | 0               | -                  | -                  | -                  | -           | -           | -           | 7      | 0      |
| gen.-giu. 2004           | Teuta                    | KS                       | 24         | 21         | CA              | 0               | 0               | -                  | -                  | -                  | -           | -           | -           | 24     | 21     |
| 2004-2005                | Teuta                    | KS                       | 34         | 21         | CA              | 0               | 0               | Int                | 2                  | 0                  | -           | -           | -           | 36     | 21     |
| lug. 2005                | Teuta                    | KS                       | 0          | 0          | CA              | 0               | 0               | CU                 | 2                  | 1                  | -           | -           | -           | 2      | 1      |
| 2005-2006                | Neuchâtel Xamax          | SL                       | 21         | 3          | CS              | 2               | 0               | Int                | 0                  | 0                  | -           | -           | -           | 23     | 3      |
| lug.-ago. 2006           | Elbasani                 | KS                       | 0          | 0          | CA              | 0               | 0               | UCL                | 2                  | 0                  | SA          | 0           | 0           | 2      | 0      |
| 2006-2007                | Teuta                    | KS                       | 31         | 20         | CA              | 0               | 0               | -                  | -                  | -                  | -           | -           | -           | 31     | 20     |
| lug.-ago. 2007           | Teuta                    | KS                       | 0          | 0          | CA              | 0               | 0               | CU                 | 2                  | 1                  | -           | -           | -           | 2      | 1      |
| 2007-2008                | KF Tirana                | KS                       | 32         | 8          | CA              | 1               | 0               | UCL                | -                  | -                  | SA          | 1           | 0           | 34     | 8      |
| lug.-ago. 2008           | Dinamo Tirana            | KS                       | 0          | 0          | CA              | 0               | 0               | UCL                | 2                  | 1                  | SA          | 0           | 0           | 2      | 1      |
| 2008-2009                | KF Tirana                | KS                       | 31         | 10         | CA              | 7               | 2               | -                  | -                  | -                  | -           | -           | -           | 38     | 12     |
| ago. 2009                | KF Tirana                | KS                       | 0          | 0          | CA              | 0               | 0               | UCL                | 2                  | 0                  | SA          | 0           | 0           | 2      | 0      |
| Totale KF Tirana         | Totale KF Tirana         | Totale KF Tirana         | 63         | 18         |                 | 8               | 2               |                    | 0                  | 0                  |             | 1           | 0           | 72     | 20     |
| 2009-2010                | Besa Kavajë              | KS                       | 32         | 18         | CA              | 7               | 3               | -                  | -                  | -                  | -           | -           | -           | 39     | 21     |
| 2010-2011                | Flamurtari Valona        | KS                       | 31         | 19         | CA              | 2               | 0               | -                  | -                  | -                  | -           | -           | -           | 33     | 19     |
| lug. 2011                | Flamurtari Valona        | KS                       | 0          | 0          | CA              | 0               | 0               | UEL                | 3                  | 1                  | -           | -           | -           | 3      | 1      |
| Totale Flamurtari Valona | Totale Flamurtari Valona | Totale Flamurtari Valona | 121        | 40         |                 | 2               | 0               |                    | 3                  | 1                  |             |             |             | 126    | 41     |
| 2011-2012                | Skënderbeu               | KS                       | 24         | 11         | CA              | 10              | 4               | UCL                | -                  | -                  | SA          | 1           | 0           | 35     | 15     |
| ago. 2012                | Skënderbeu               | KS                       | 0          | 0          | CA              | 0               | 0               | UCL                | 2                  | 0                  | SA          | 0           | 0           | 2      | 0      |
| Totale Skënderbeu        | Totale Skënderbeu        | Totale Skënderbeu        | 24         | 11         |                 | 10              | 4               |                    | 2                  | 0                  |             | 1           | 0           | 37     | 15     |
| 2012-2013                | Teuta                    | KS                       | 23         | 10         | CA              | 3               | 0               | UEL                | -                  | -                  | -           | -           | -           | 26     | 10     |
| 2013-2014                | Teuta                    | KS                       | 32         | 14         | CA              | 4               | 0               | UEL                | 2                  | 1                  | -           | -           | -           | 38     | 15     |
| Totale Teuta             | Totale Teuta             | Totale Teuta             | 144        | 86         |                 | 7               | 0               |                    | 8                  | 3                  |             |             |             | 159    | 89     |
| gen.-giu. 2015           | Dinamo Tirana            | KP                       | 3          | 0          | CA              | 0               | 0               | -                  | -                  | -                  | -           | -           | -           | 3      | 0      |
| Totale Dinamo Tirana     | Totale Dinamo Tirana     | Totale Dinamo Tirana     | 66         | 23         |                 | 0               | 0               |                    | 8                  | 1                  |             | 0           | 0           | 74     | 24     |
| Totale carriera          | Totale carriera          | Totale carriera          | 483        | 207        |                 | 36              | 9               |                    | 23                 | 5                  |             | 2           | 0           | 544    | 221    |

### Cronologia presenze e reti in Nazionale
| Cronologia completa delle presenze e delle reti in nazionale ― Albania | Cronologia completa delle presenze e delle reti in nazionale ― Albania | Cronologia completa delle presenze e delle reti in nazionale ― Albania | Cronologia completa delle presenze e delle reti in nazionale ― Albania | Cronologia completa delle presenze e delle reti in nazionale ― Albania | Cronologia completa delle presenze e delle reti in nazionale ― Albania | Cronologia completa delle presenze e delle reti in nazionale ― Albania | Cronologia completa delle presenze e delle reti in nazionale ― Albania |
| Data                                                                   | Città                                                                  | In casa                                                                | Risultato                                                              | Ospiti                                                                 | Competizione                                                           | Reti                                                                   | Note                                                                   |
| ---------------------------------------------------------------------- | ---------------------------------------------------------------------- | ---------------------------------------------------------------------- | ---------------------------------------------------------------------- | ---------------------------------------------------------------------- | ---------------------------------------------------------------------- | ---------------------------------------------------------------------- | ---------------------------------------------------------------------- |
| 6-6-2007                                                               | Lussemburgo                                                            | Lussemburgo                                                            | 0 – 3                                                                  | Albania                                                                | Qual. Euro 2008                                                        | -                                                                      | 77’                                                                    |
| Totale                                                                 |                                                                        | Presenze                                                               | 1                                                                      |                                                                        | Reti                                                                   | 0                                                                      |                                                                        |

## Palmarès

### Club
- Campionato albanese: 3

Dinamo Tirana: 2001-2002
KF Tirana: 2008-2009
Skënderbeu: 2011-2012
- Coppa d'Albania: 2

Teuta: 2004-2005
Besa Kavajë: 2009-2010
- Supercoppa d'Albania: 1

KF Tirana: 2007

### Individuale
- Capocannoniere della Kategoria Superiore: 2

2009-2010 (18 gol), 2010-2011 (19 gol)
- Calciatore albanese dell'anno: 1

2013